# Piloten im Pyjama
Piloten im Pyjama ist ein vierteiliger Fernseh-Dokumentarfilm von Walter Heynowski und Gerhard Scheumann, der  April 1968 im Programm des Deutschen Fernsehfunks, des Fernsehens in der DDR, erstausgestrahlt wurde. Der Film zeigt Interviews mit US-amerikanischen Piloten, die während ihrer Kampfeinsätze im Vietnamkrieg abgeschossen wurden und sich danach in nordvietnamesischer Gefangenschaft befinden. Der Begriff „Pyjama“ bezieht sich auf die gestreifte Häftlingskleidung der Piloten.

## Hintergrund
| # | Titel            | Dauer  | Premiere      |
| - | ---------------- | ------ | ------------- |
| 1 | Yes, Sir         | 68 min | 17. Apr. 1968 |
| 2 | Hilton-Hanoi     | 62 min | 19. Apr. 1968 |
| 3 | Der Job          | 82 min | 21. Apr. 1968 |
| 4 | Die Donnergötter | 80 min | 23. Apr. 1968 |

Walter Heynowski und Gerhard Scheumann waren als H&S oder Heynowski & Scheumann eine der bekanntesten Dokumentarfilm-Gruppen der DDR. Seit den 1960er Jahren machten sie unter anderem durch eine Reihe von Interview-Filmen auf sich aufmerksam, in denen sie – teils ohne sich explizit als DDR-Dokumentarfilmer erkennen zu geben – Personen des politischen und gesellschaftlichen Lebens der Bundesrepublik und anderer westlicher Länder befragten. Neben Piloten im Pyjama gehören Der lachende Mann und Geisterstunde zu den bekanntesten dieser Filme.